# Kamato Hongo
Kamato Hongo (本郷 かまと, Hongō Kamato ; Isen, 16 september 1887? – Kagoshima, 31 oktober 2003) was een Japanse supereeuwelinge. Ze was op het moment van haar overlijden naar verluidt de oudste levende mens ter wereld, en werd mogelijk 116 jaar en 45 dagen oud.
Kamato Hongo werd geboren op het eiland Tokunoshima in de  Amami-eilanden. Ze verhuisde later naar Kagoshima. Behalve door haar hoge leeftijd, was mevrouw Hongo ook bekend om haar opmerkelijke bioritme: ze bleef twee dagen op om vervolgens twee dagen te slapen.
De hoogste leeftijd die ooit officieel is bereikt, staat met 122 jaar en 164 dagen op naam van de Française Jeanne-Louise Calment, die in 1997 overleed.
In 2012 werd Hongo's leeftijdsclaim echter in twijfel getrokken (ze zou wél minstens 110 jaar oud geweest zijn), waardoor achtereenvolgens Grace Clawson, Adelina Domingues, Mae Harrington en Yukichi Chuganji na het overlijden van Maude Farris-Luse de oudste mensen ter wereld waren. Verder betekende dit dat Mitoyo Kawate ruim een maand langer de oudste mens ter wereld was.